# 岩美駅
岩美駅（いわみえき）は、鳥取県岩美郡岩美町大字浦富字国次にある、西日本旅客鉄道（JR西日本）山陰本線の駅である。

## 歴史
明治末期に山陰本線が西から延伸して来て、1908年（明治41年）に鳥取駅まで開通した。その後、海岸線を通って東を目指すルートが計画されたが、岩井村では山陰道に沿って岩井温泉を通り、山中を抜けて但馬へ出るルートを陳情した。岩井村の勧める山側ルートと、浦富村、浜坂や豊岡が推す海側ルートとの間で誘致合戦になったが、岩井付近の農民の反対や海側の方が建築費用が安いこともあり、両案の間を取ることとなった。この結果、浦富村と岩井村の中間地点、温泉地からは直線距離にして4 km程の辺りに駅が出来ることとなった。駅名をめぐっても、岩井村と浦富村との間で争いになり、桂太郎首相によって岩美郡から岩美駅と言う名称に定められた。

### 年表
- 1910年（明治43年）6月10日：国有鉄道山陰本線が鳥取駅から延伸し、その終着駅として開業[5]。客貨取扱を開始[5]。
- 1911年（明治44年）11月10日：山陰本線が浜坂駅まで延伸し、途中駅となる。
- 1926年（大正15年）1月20日：岩井町営軌道開通。
- 1944年（昭和19年）1月11日：岩井町営軌道休止（1964年3月27日正式廃止）。
- 1945年（昭和20年）7月30日：米軍艦上戦闘機飛来により爆撃を受ける。駅関係者3名死亡・1名重傷。
- 1975年（昭和50年）4月5日：貨物取扱廃止[5]。
- 1986年（昭和61年）11月1日：特急「あさしお」・「はまかぜ」の停車駅となる。同時に荷物扱い廃止[5]。
- 1987年（昭和62年）4月1日：国鉄分割民営化に伴い、JR西日本の駅となる[5]。
- 2016年（平成28年）8月1日：キヨスク閉店。
- 2021年（令和3年）3月12日：きっぷうりばが営業終了[6]。

## 駅構造

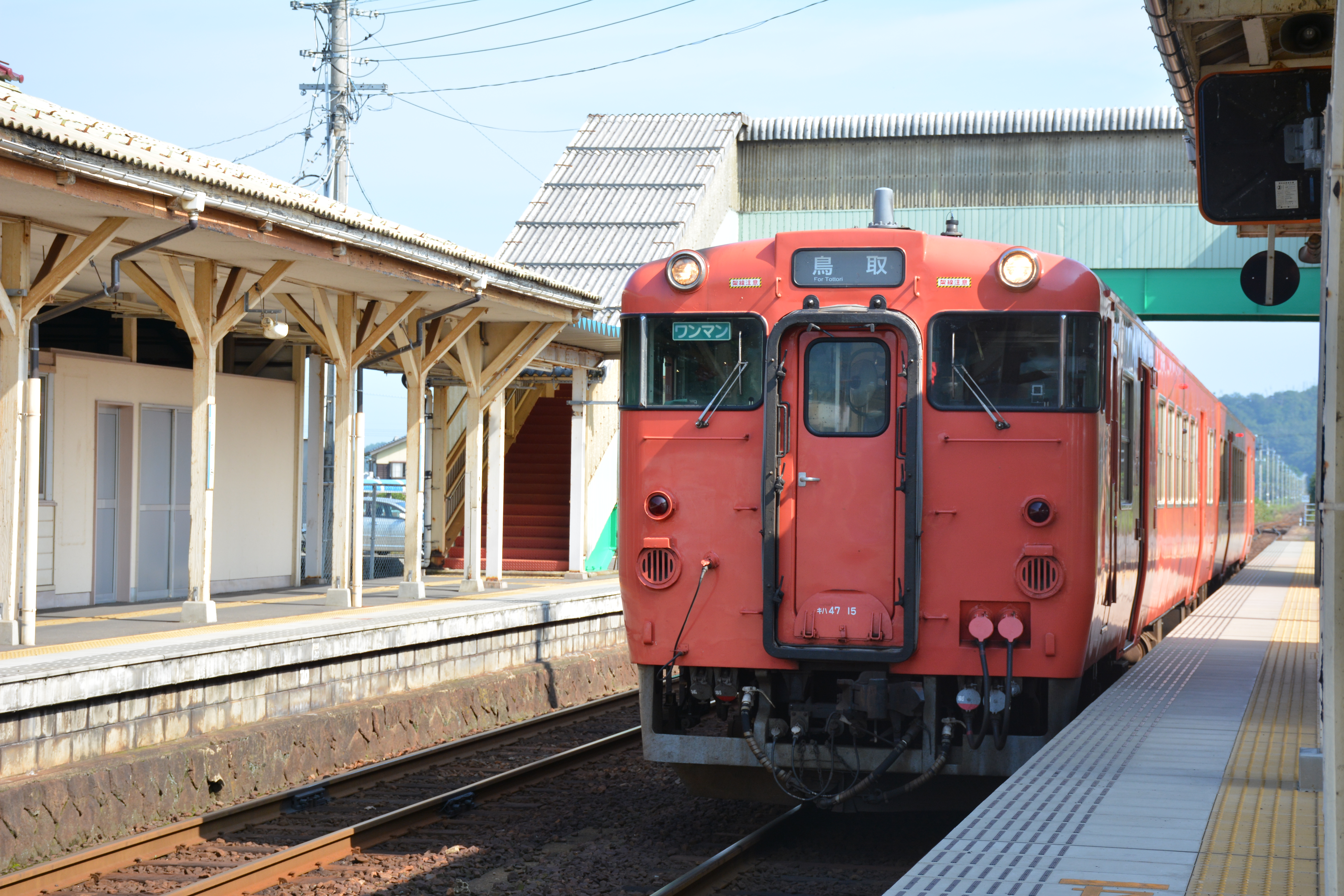
ホーム（2014年9月）

単式・島式ホーム混合2面3線を有する、列車交換や待避可能な地上駅。駅舎は単式1番のりば側にあり、島式2・3番のりばへは跨線橋で連絡している。木造駅舎を有する。
無人駅で、自動券売機がある。
駅舎は開設当時のものであるが、竣工は開業7ヶ月前の1909年（明治42年）11月まで遡る。1945年（昭和20年）7月30日に米軍による爆撃を受けたが、駅舎から100m以上鳥取寄りで被災したことによりに焼失を逃れた。1994年（平成6年）の天皇訪問に先立ってリニューアル工事が施された。

### のりば
| のりば | 路線     | 方向 | 行先           |
| ------ | -------- | ---- | -------------- |
| 1      | 山陰本線 | 上り | 浜坂・豊岡方面 |
| 2・3   | 山陰本線 | 下り | 鳥取・米子方面 |

- 1番のりばが上り本線、2番のりばが下り本線、3番のりばが上下副本線である。
- 3番のりばは一部鳥取方面普通列車が線路保守のために使用する。なお、3番のりばは浜坂方面への発車も可能であるが、現在は営業列車での設定は無い。

## 利用状況
| 1日乗降人員推移 | 1日乗降人員推移 |
| 年度            | 1日平均人数     |
| --------------- | --------------- |
| 2011年          | 981             |
| 2012年          | 965             |
| 2013年          | 893             |
| 2014年          | 842             |
| 2015年          | 798             |
| 2016年          | 818             |
| 2017年          | 806             |
| 2018年          | 772             |
| 2019年          | 764             |
| 2020年          | 712             |
| 2021年          | 624             |
| 2022年          | 666             |
| 2023年          | 642             |

## 駅周辺
- 岩美町役場
- 鳥取警察署岩美幹部交番
- 岩美郵便局
- 鳥取銀行岩美支店
- 山陰合同銀行岩美支店
- 鳥取信用金庫岩美支店
- 鳥取県立岩美高等学校
- 岩美町立岩美中学校
- すこやかセンター岩美病院
- 岩美町観光案内所[1]
- 道竹城跡

## バス路線
- 日本交通バス（岩美・岩井線）
- 岩美町営バス（小田線、田後・陸上線）
- 夢つばめ（海上線）

かつては浦富海岸・鳥取砂丘観光周遊ボンネットバスが春 - 秋の土日祝に発着していた。

## 隣の駅
※特急「はまかぜ」・観光列車「あめつち」の隣の停車駅は列車記事を参照のこと。
西日本旅客鉄道（JR西日本）
 山陰本線
東浜駅 - 岩美駅 - 大岩駅

### かつて存在した路線
岩井町
岩井町営軌道
岩美駅 - 恩志駅

## その他
- 映画『リアリズムの宿』のラストシーンのロケ地として使用された他、アニメ『Free!』に登場する岩鳶駅のモデルとなっている。